# Boško Đokić
Boško Đokić (in serbo Бошко Ђокић?; Belgrado, 26 ottobre 1953 – Belgrado, 26 gennaio 2019) è stato un allenatore di pallacanestro e giornalista serbo.

## Palmarès
- Coppa di Serbia e Montenegro: 1

FMP Železnik: 2005
- Lega Adriatica: 1

FMP Železnik: 2003-04